# Rhysium guttiferum
Rhysium guttiferum là một loài bọ cánh cứng trong họ Cerambycidae.